# Katarina Čas
Katarina Čas est une actrice slovène née le 23 septembre 1976 à Slovenj Gradec.

## Filmographie

### Cinéma
- 2000 : V petek zvecer : Katja
- 2008 : Reality : Blondie et Gipsy
- 2011 : L'Irlandais : Gabriela McBride
- 2012 : Kekec, tri dni pred poroko : Mojca
- 2013 : Le Loup de Wall Street : Chantalle
- 2014 : Liam and Lenka : Lenka
- 2015 : Nous serons champions du monde : la journaliste américaine
- 2015 : Danny Collins : Sophie
- 2016 : The Rift: Dark Side of the Moon : Liz Waid
- 2017 : Vztrajanje : la fille ukrainienne
- 2017 : Prebujanja : Ula et la femme de Marcel
- 2018 : Terminal : Chloe Merryweather
- 2018 : Rubirosa 2 : Doris Duke
- 2018 : Rubirosa 3 : Doris Duke
- 2018 : A Christmas Prince: The Royal Wedding : Chef Ivana
- 2019 : Jaz sem Frenk : Ines
- 2019 : Paradise : Una nuova vita : Klaudia
- 2022 : Gajin svet 2 : Vivian et Bibi
- 2024 : Pa Tako Lep Dan Je Bil : Manca

### Télévision
- 1991 : Peklenski nacrt : Spela
- 1997-1999 : Atlantis
- 2010 : Prepisani : Barbara Zidar (15 épisodes)
- 2012 : Duhec : Klara Mirodolska (3 épisodes)
- 2013 : Close Case : Affaires closes : Katya (2 épisodes)
- 2013 : Flics toujours : Hana Keranovic (1 épisode)
- 2015 : Meurtres au paradis : Imke Sandt (1 épisode)
- 2015 : Affaires non classées : Kristina Bazhanov (1 épisode)
- 2017 : Love, Lies and Records : Dominica (5 épisodes)
- 2018 : Rubriosa : Doris Duke (3 épisodes)
- 2018-2019 : Berlin Station : Sofia Vesik (9 épisodes)
- 2021 : Besa : Lara Pirsch (5 épisodes)
- 2021-2023 : Primeri inspektorja Vrenka : Mojca (8 épisodes)
- 2021-2024 : Ja, Chef : Pika Golob (83 épisodes)
- 2023 : Jack Ryan : Katarina Celar (1 épisode)